# 대서양로

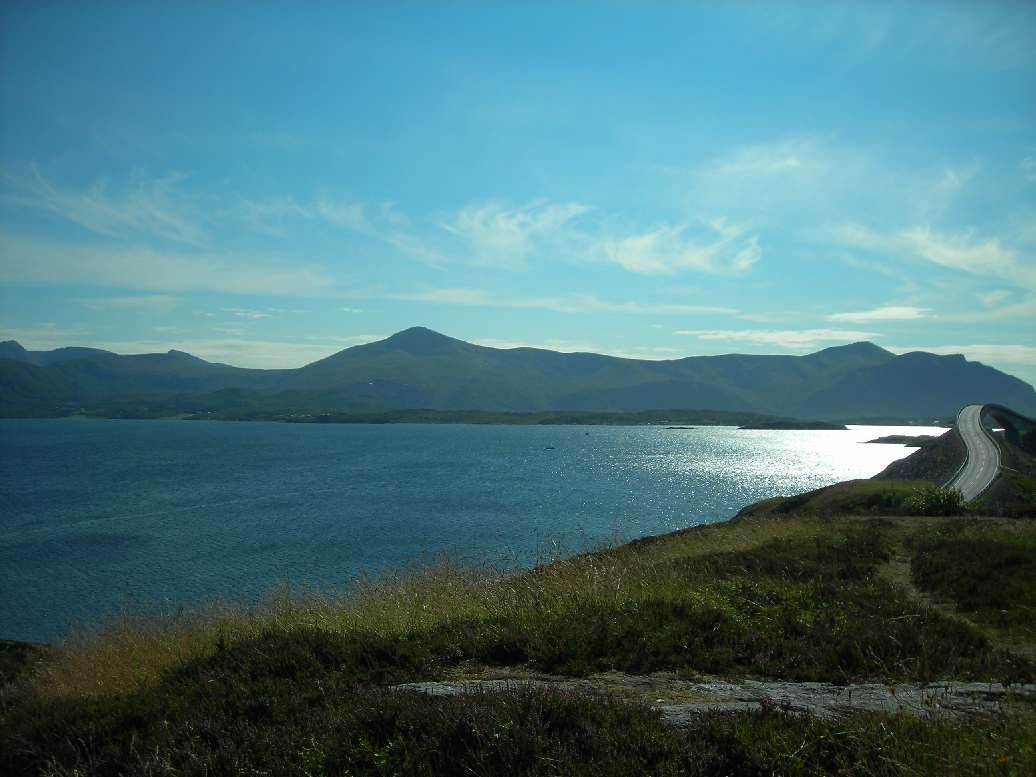
대서양로

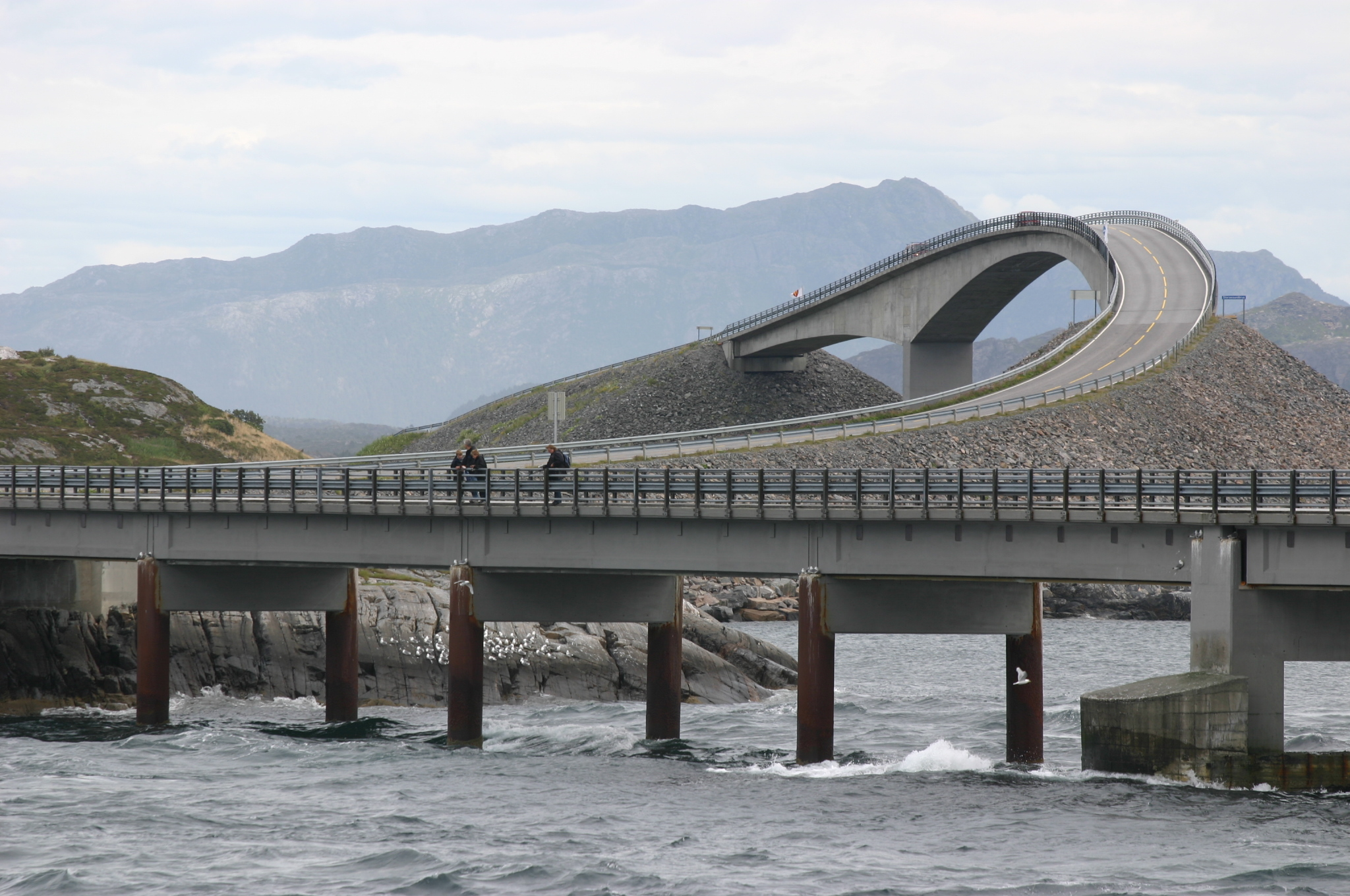
배경에 스토르세이순데트 다리가 있는 Hulvågen 교량

대서양로(노르웨이어: Atlanterhavsveien, 영어: The Atlantic Ocean Road)는 노르웨이에 있는 8.3km의 도로로, 지그재그로 뻗어 서부 피오르드 지역에 있는 섬과 연결한다. 8개의 다리가 있다.